# Mistrzostwa Afryki w Piłce Siatkowej Mężczyzn 2019 (składy)
Artykuł grupuje składy wszystkich reprezentacji narodowych w piłce siatkowej, które wystąpiły w Mistrzostwach Afryki w Piłce Siatkowej Mężczyzn 2019.
- Wiek na dzień 21 lipca 2019 roku.
- Przynależność klubowa na koniec sezonu 2018/2019.
- Zawodnicy oznaczeni symbolem  to kapitanowie reprezentacji.
- Legenda: 
Nr - numer zawodnika
 A - atakujący 
 L - libero 
 P - przyjmujący 
 R - rozgrywający 
 Ś - środkowy 
 U - uniwersalny

## Algieria
Trener:  Raúl Diago
Asystent: Malek Radji
| Nr | Imię i nazwisko        | Data urodzenia (wiek) | Wzrost (cm) | Klub                           | Pozycja |
| -- | ---------------------- | --------------------- | ----------- | ------------------------------ | ------- |
| 1  | Ilyes Achour           |                       | 181         |                                | L       |
| 2  | Sofiane Bouyoucef      | 07.01.1995 (24)       | 206         | NC Bejaia                      | Ś       |
| 3  | Ahmed Amir Kerboua     | 16.07.1992 (27)       | 195         | Smouha SC                      | R       |
| 4  | Yassine Hakmi          | 06.08.1982 (36)       | 197         | GS Pétroliers                  | R       |
| 6  | Mohamed Amine Oumessad | 22.12.1986 (32)       | 195         | Nadi Riadhi Bordj Bou Arreridj | Ś       |
| 7  | Ayyoub Dekkiche        | 09.04.1990 (29)       | 197         | GS Pétroliers                  | P       |
| 8  | Boudjemaa Ikken        | 20.01.1996 (23)       | 196         | OMK El-Milia                   | A       |
| 9  | Mohamed Chikhi         | 09.03.1981 (38)       | 192         | Shabab Al-Ahli Dubaj           | P       |
| 10 | Toufik Mahdjoubi       | 21.11.1986 (32)       | 201         | UBE L'Illa-Grau                | A       |
| 13 | Zakaria Aid            |                       | 197         | Nadi Riadhi Bordj Bou Arreridj | Ś       |
| 15 | Oualid Abiayed         |                       | 178         | GS Pétroliers                  | L       |
| 16 | Islam Ould Cherchali   | 02.06.1994 (25)       | 197         | GS Pétroliers                  | A       |
| 18 | Billel Soualem         | 01.01.1990 (29)       | 201         | Nadi Riadhi Bordj Bou Arreridj | P       |
| 19 | Soufiane Hosni         | 28.04.1992 (27)       | 196         | Niš                            | P       |

## Burundi
Trener: Claver Ngendakumana
Asystent: Arthur Baziri
| Nr | Imię i nazwisko        | Data urodzenia (wiek) | Wzrost (cm) | Klub                             | Pozycja |
| -- | ---------------------- | --------------------- | ----------- | -------------------------------- | ------- |
| 2  | Fiston Niyongabo       | 13.06.1999 (20)       | 193         | Kirehe VB                        | A       |
| 3  | Sixte Nderagakura      |                       | 180         | Amical des Sportifs de Bujumbura | A       |
| 4  | Patrick Bizimungu      |                       | 182         | Rukinzo                          | R       |
| 5  | Hugues Igiraneza       |                       | 187         | Rukinzo                          | Ś       |
| 6  | Evrard Irangabiye      |                       | 186         | Rukinzo                          | P       |
| 7  | Yvan Dukundane         |                       | 188         | Gisagara                         | P       |
| 8  | Alain Muvunyi          |                       | 175         | Amical des Sportifs de Bujumbura | L       |
| 9  | Jean de Dieu Irankunda |                       | 173         | Bujumbura Uwezo wa Ndani         | L       |
| 10 | Paterne Dukundane      |                       | 190         | Amical des Sportifs de Bujumbura | Ś       |
| 11 | Gadiel Muyuku          |                       | 194         | UTB                              | Ś       |
| 12 | Donald Beruburundi     |                       | 199         | GACOSMOS                         | P       |
| 13 | Pacifique Iradukunda   |                       | 198         | UTB                              | P       |
| 15 | Eric Ndayipfukamiye    |                       | 193         | Rukinzo                          | Ś       |
| 17 | Axel Muhoza            |                       | 185         | Amical des Sportifs de Bujumbura | R       |

## Botswana
Trener: Shadrack Kapeko
Asystent: Kealeboga Mmekwane
| Nr | Imię i nazwisko   | Data urodzenia (wiek) | Wzrost (cm) | Klub               | Pozycja |
| -- | ----------------- | --------------------- | ----------- | ------------------ | ------- |
| 1  | Igobe Sikuku      |                       | 203         | Yaros Olympic Club | A       |
| 3  | Phemelo Lekoko    |                       | 184         | Kalavango          | A       |
| 4  | Bokao Nagafela    |                       | 183         | Police VI          | P       |
| 6  | Taolo Lebakeng    |                       | 195         | Spiking Stars      | P       |
| 7  | Tebogo Koobatlile |                       | 197         | Kutlwano           | P       |
| 9  | Tiroyaone Otimile |                       | 190         | Kutlwano           | Ś       |
| 10 | Lebogang Magote   |                       | 190         | Police VI          | P       |
| 11 | Thomas Chifu      |                       | 193         | Yaros Olympic Club | Ś       |
| 12 | Phenyo Thebeng    |                       | 183         | Police VI          | R       |
| 13 | Molebi Rabosigo   |                       | 175         | BDF VI             | L       |
| 14 | Emmanuel Mahlunge |                       | 185         | Spiking Stars      | L       |
| 18 | Moemedi Siphambe  |                       | 197         | Police VI          | Ś       |
| 19 | Happy Ribbin      |                       | 202         | Police VI          | Ś       |
| 20 | Bakang Marumo     |                       | 187         | Kutlwano           | R       |

## Czad
Trener: Kouato Kadari
Asystent: Ahmad Chaltout
| Nr | Imię i nazwisko             | Data urodzenia (wiek) | Wzrost (cm) | Klub | Pozycja |
| -- | --------------------------- | --------------------- | ----------- | ---- | ------- |
| 1  | Tatola Soladoum             |                       | 185         |      |         |
| 2  | Didier Yanhyabe             |                       | 185         |      |         |
| 3  | Betoudji Richard Ndilgar    |                       | 175         |      | R       |
| 4  | Djiteyna Moussa Ngaryara    |                       | 192         |      | P       |
| 5  | Mahamat Doungous            |                       | 189         |      |         |
| 6  | Paulin Assane Bakane        |                       | 192         |      | P       |
| 7  | Mahamat Izzo                |                       | 202         |      | Ś       |
| 8  | Mbang Djana Tobio Abdoulaye |                       | 185         |      |         |
| 9  | Rarissingar Habib           |                       | 192         |      | A       |
| 10 | Valery Madjitouloum         |                       | 196         |      | Ś       |
| 11 | Ndzenarem Ndombote          |                       | 176         |      | L       |
| 12 | Kode Nzamba Nguehet         |                       | 192         |      |         |
| 13 | Abouya Ousmane              |                       | 193         |      |         |
| 14 | Alguina Ahmat Adoum         |                       | 205         |      |         |

## Demokratyczna Republika Konga
Trener: Danny Sapalo Okanda
Asystent: Eminence Nzazi
| Nr | Imię i nazwisko           | Data urodzenia (wiek) | Wzrost (cm) | Klub        | Pozycja |
| -- | ------------------------- | --------------------- | ----------- | ----------- | ------- |
| 1  | Kalonda Masako Shesha     | 07.07.1993 (26)       | 188         |             | P       |
| 2  | Saidi Amisi Buana         |                       | 177         | VC Espoir   | L       |
| 3  | Patrick Misano Ntambwe    |                       | 175         | VC Espoir   | R       |
| 4  | Pablo Ndambu Alubati      |                       | 173         | VC Mwangaza | R       |
| 5  | Marcel Muzita Biyundindi  |                       | 190         |             | P       |
| 6  | Patrick Tshibangu Tshanga | 04.03.1992 (27)       | 194         | VC Espoir   | A       |
| 7  | Gaston Bashiya Kalala     |                       | 199         |             | Ś       |
| 8  | Salva Mbuyi Banza         | 04.04.1993 (26)       | 200         |             | A       |
| 9  | Djimmy Aloni Ndombassi    |                       | 201         | VC Mwangaza | Ś       |
| 10 | Didier Kitoko Kambale     | 15.10.1993 (25)       | 199         | VC Espoir   | P       |
| 11 | Joel Ngeteke              | 31.01.1993 (26)       | 198         | VC Espoir   | Ś       |
| 12 | Raphael Kamango           |                       | 202         |             | Ś       |
| 13 | Pipiche Bayindu Lukeba    |                       | 170         | VC Mwangaza | L       |
| 14 | Darby Misiyo Ango         | 04.08.1993 (25)       | 194         | VC Espoir   | P       |

## Egipt
Trener:  Gido Vermeulen
Asystent: Wael Al Aydy
| Nr | Imię i nazwisko             | Data urodzenia (wiek) | Wzrost (cm) | Klub             | Pozycja |
| -- | --------------------------- | --------------------- | ----------- | ---------------- | ------- |
| 1  | Ahmed Mohamed               |                       | 193         |                  | L       |
| 4  | Ahmad Abd al-Hajj           | 19.08.1984 (34)       | 197         | Al-Ahly Kair     | A       |
| 5  | Abdelrahman Seoudy          | 21.08.1997 (21)       | 207         | Al-Ahly Kair     | Ś       |
| 7  | Hisham Ewais                | 26.02.1995 (24)       | 196         | Smouha           | A       |
| 9  | Rashad Shabel               |                       | 201         |                  | Ś       |
| 10 | Mohamed Masoud              | 01.05.1994 (25)       | 211         | Al-Ahly Kair     | Ś       |
| 11 | Ahmed Afifi                 | 30.03.1988 (31)       | 194         | Tala'ea El-Gaish | P       |
| 12 | Hossam Abdalla              | 16.02.1988 (31)       | 203         | Al-Ahly Kair     | R       |
| 14 | Omar Hassan                 | 04.04.1991 (28)       | 191         | Tala'ea El-Gaish | P       |
| 16 | Mohamed Abdelmohsen Seliman | 04.01.1995 (24)       | 208         | Zamalek SC       | Ś       |
| 17 | Ahmed Fathy                 | 14.01.1991 (28)       | 184         |                  | R       |
| 18 | Ahmed Said Hassan           | 07.12.1994 (24)       | 190         | Al-Ahly Kair     | P       |
| 22 | Ahmed Abdelaal              | 08.06.1989 (30)       | 188         | Tala'ea El-Gaish | L       |
| 23 | Ahmed Diaa                  |                       | 196         |                  | P       |

## Kamerun
Trener: Blaise Re-Niof Mayam
Asystent: Nyatcho Ndjamou Armand Gilles
| Nr | Imię i nazwisko                   | Data urodzenia (wiek) | Wzrost (cm) | Klub                               | Pozycja |
| -- | --------------------------------- | --------------------- | ----------- | ---------------------------------- | ------- |
| 1  | Georges Kari Adeke                | 13.07.1981 (38)       | 190         | Volley-Ball Arlésien               | R       |
| 2  | Ahmed Awal Mbutngam               | 23.04.1990 (29)       | 192         | Amiens MVB                         | R       |
| 5  | Joseph Herve Kofane Boyomo        | 14.09.1988 (30)       | 190         | Amiens MVB                         | Ś       |
| 6  | Sem Dolegombai                    | 18.05.1990 (29)       | 198         | Avignon VB                         | Ś       |
| 8  | Charles Engohé                    | 22.04.1984 (35)       | 194         | Vendée Volley-Ball Club Herbretais | P       |
| 9  | Cédric Bitouna                    | 13.09.2000 (18)       | 185         | Cameroun Sports                    | Ś       |
| 10 | Didier Sali Hilé                  | 09.06.1991 (28)       | 192         | Amiens MVB                         | P       |
| 13 | Cyrille Pierre Ongolo Mayam       | 27.09.1991 (27)       | 196         | Université d'Oran Es-Senia         | R       |
| 14 | Nathan Wounembaina                | 22.11.1984 (34)       | 198         | Tours VB                           | P       |
| 15 | Yvan Kody                         | 25.08.1991 (28)       | 213         | Qatar SC                           | A       |
| 16 | Alain Fossi Kamto                 | 04.11.1980 (38)       | 183         | Volley Ball Pexinois Niort         | L       |
| 20 | Christian Arthur Voukeng Mbativou | 11.06.1992 (27)       | 205         | Cameroun Sports                    | Ś       |
| 21 | Elie Badawe Djakade               | 6.01.1996 (23)        | 190         | FAP                                | A       |
| 22 | Nelson Ayong Djam                 | 02.06.1990 (29)       | 179         | FAP                                | L       |

## Kongo
Trener: Charlemagne Vingha
Asystent: Louis Marie Mizingou
| Nr | Imię i nazwisko            | Data urodzenia (wiek) | Wzrost (cm) | Klub           | Pozycja |
| -- | -------------------------- | --------------------- | ----------- | -------------- | ------- |
| 1  | Ben Ngonga Nakavoua        |                       | 181         |                | R       |
| 2  | Reche Deo Gracias Mizingou |                       | 183         |                | R       |
| 3  | Urbain Nkoukou Tsana       |                       | 189         |                |         |
| 4  | Doven Mbou                 |                       | 197         |                | P       |
| 5  | Dave Belemene Dzabatou     |                       | 200         |                | Ś       |
| 6  | Ilouoni Ngampourou         | 19.03.1989 (30)       | 205         | Calicut Heroes | Ś       |
| 7  | Grace Naveck Matingou      |                       | 196         |                | P       |
| 8  | Gilas Kouehouassazo Davy   |                       | 197         |                | P       |
| 9  | Chirac Deverel Aworouda    |                       | 190         |                | Ś       |
| 10 | Abrahys Dallet Nkouka      | 01.11.1985 (33)       | 197         |                | A       |
| 11 | Frank Tessani              |                       | 198         |                | Ś       |
| 12 | Joseph Gildas Dzoualou     |                       | 197         |                | A       |
| 13 | Enal Evany                 |                       | 189         |                | L       |
| 14 | Jean Jacques Oyona         |                       | 174         |                | L       |

## Maroko
Trener: Mohammed Abdellaoui Maan
Asystent:  Olivier Lardier
| Nr | Imię i nazwisko   | Data urodzenia (wiek) | Wzrost (cm) | Klub       | Pozycja |
| -- | ----------------- | --------------------- | ----------- | ---------- | ------- |
| 1  | Amine Zayani      | 01.01.1993 (26)       | 197         |            | R       |
| 2  | Hicham Faiazid    | 01.01.1987 (32)       | 191         |            | R       |
| 3  | Ahmed El Alaoui   |                       | 174         |            | L       |
| 4  | Naoufal Maskali   | 13.04.1987 (32)       | 195         |            | P       |
| 5  | Ismail Abouddaka  |                       | 204         |            | P       |
| 6  | Taoufiq El Asri   | 29.10.1988 (30)       | 195         |            | A       |
| 7  | Mohamed En-Nakhai | 02.04.1998 (21)       | 197         | FAR Rabat  | Ś       |
| 8  | Wahbi Abdel-ilah  | 23.01.1987 (32)       | 196         |            | P       |
| 9  | Aziz Zougare      |                       | 197         |            | Ś       |
| 10 | Hamza Ouafi       | 16.09.1996 (22)       | 199         | CV Melilla | A       |
| 11 | Youssef Aatata    | 05.10.1998 (20)       | 190         |            | P       |
| 12 | Mohammed Waddane  | 14.11.1986 (32)       | 200         |            | Ś       |
| 13 | Kamal Ouali       | 04.08.1988 (30)       | 198         |            | Ś       |
| 14 | Taha Kabbaj       | 05.05.1996 (23)       | 181         |            | L       |

## Tunezja
Trener:  Antonio Giacobbe
Asystent: Marouane Fehri
| Nr | Imię i nazwisko               | Data urodzenia (wiek) | Wzrost (cm) | Klub                     | Pozycja |
| -- | ----------------------------- | --------------------- | ----------- | ------------------------ | ------- |
| 3  | Khaled Ben Slimene            | 14.12.1994 (24)       | 193         | ES Tunis                 | R       |
| 4  | Aymen Redissi                 | 05.12.1992 (26)       | 175         |                          | L       |
| 5  | Hosni Karamosly               | 01.06.1980 (39)       | 197         | ES Tunis                 | Ś       |
| 6  | Mohamed Ali Ben Othmen Miladi | 12.05.1991 (28)       | 188         | ES Tunis                 | P       |
| 7  | Elyes Karamosli               | 22.08.1989 (29)       | 198         | ES Tunis                 | P       |
| 10 | Hamza Nagga                   | 29.05.1990 (29)       | 191         | Étoile Sportive du Sahel | A       |
| 11 | Ismaïl Moalla                 | 30.01.1990 (29)       | 195         | Stade Poitevin Poitiers  | P       |
| 12 | Aymen Karoui                  | 07.04.1989 (30)       | 194         |                          | Ś       |
| 13 | Salim Mbarki                  |                       | 200         |                          | Ś       |
| 14 | Haykel Jerbi                  | 04.04.1988 (31)       | 198         | Étoile Sportive du Sahel | R       |
| 16 | Mohamed Ayech                 | 03.03.1991 (28)       | 198         |                          | Ś       |
| 17 | Chokri Jouini                 | 25.04.1989 (30)       | 183         | ES Tunis                 | A       |
| 18 | Ali Bongui                    | 14.08.1996 (22)       | 180         | CS Sfaxien               | A       |
| 20 | Saddem Hmissi                 | 16.02.1991 (28)       | 186         | ES Tunis                 | L       |